# Shkëlzen Kelmendi
Shkëlzen Kelmendi (ur. 14 stycznia 1985 w Durrës) – albański piłkarz, grający na pozycji pomocnika. W sezonie 2021/2022 zawodnik KF Sopoti. 

## Kariera klubowa
Zaczynał karierę w KF Vllaznia, grał tam do 1 lipca 2007 roku, kiedy trafił do KF Skrapari.
1 lipca 2008 roku został graczem Apolonii Fier. Zadebiutował tam 23 sierpnia w meczu przeciwko KF Teuta, wygranym 2:0, grając cały mecz. Łącznie zagrał tam 18 meczów. 1 lipca 2010 został wolnym zawodnikiem.
1 stycznia 2011 roku dołączył do Bylisu Ballsh. Debiut w tym klubie zaliczył 26 dni później w meczu przeciwko KFowi Laçi, przegranym 1:2, grając 57 minut. Pierwszego gola strzelił 8 marca 2014 roku w meczu przeciwko Skënderbeu Korcza, przegranym 2:1. Do siatki trafił w 30. minucie. Łącznie w Bylisie zagrał 53 mecze i strzelił jednego gola. 
31 sierpnia 2014 roku dołączył do KF Sopoti.
6 lutego 2015 roku trafił do KS Kastrioti.
11 września 2015 roku wrócił do KF Sopoti.
W trakcie swojej kariery zagrał w 71 meczach w Kategorii Superiore.